# Gereformeerde kerk (Vrijhoeve-Capelle)

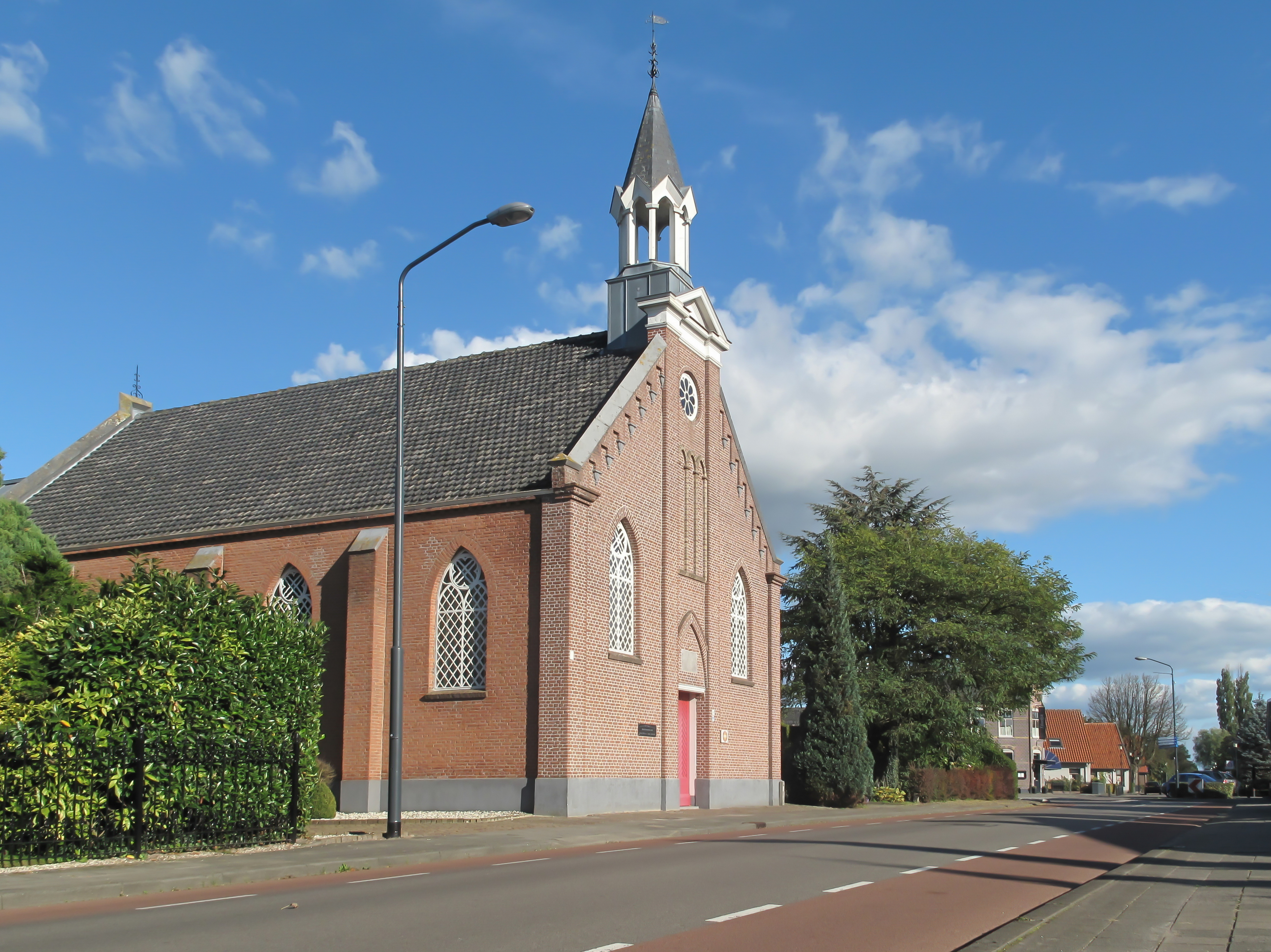
De kerk in 2012

De Gereformeerde Kerk is een protestants kerkgebouw in de plaats Vrijhoeve-Capelle in de Nederlandse gemeente Waalwijk. De kerk is gelegen aan de Heistraat 4.

## Geschiedenis
De Afscheiding van 1834 vond ook in Sprang-Capelle plaats. In 1841 werd een boerderij aan de Hogevaart aangekocht. Men noemde zich aanvankelijk een Christelijke Afgescheidene Gemeente en vanaf 1869 de Christelijke Gereformeerde Kerk. In 1884 werd een nieuw kerkgebouw aan de Heistraat te Vrijhoeve-Capelle betrokken. De oude kerk werd gesloopt. In 1892 ging men over naar de Gereformeerde Kerken in Nederland. Ook in Sprang was er een Gereformeerde kerk. Samenwerking tussen beide kerkelijke gemeenten kwam nauwelijks van de grond, maar toen beide gemeenten te klein waren geworden ging men in 1973 toch samenwerken en in 1992 werd de Gereformeerde kerk van Sprang afgestoten en kwam men voortaan samen bijeen in de kerk van Vrijhoeve-Capelle.
In 1997 werd het gebouw in Sprang verkocht, terwijl dat in Vrijhoeve-Capelle werd uitgebreid met twee vleugels.
In 2004 werd dit een PKN-kerk van Gereformeerde signatuur.

## Gebouw
Het betreft een neogotische zaalkerk van 1884 met rechthoekige plattegrond. De voorgevel toont neoclassicistische stijlelementen zoals een driehoekig fronton en pilasters. Boven de voorgevel verheft zich een open dakruiter.
Het orgel is afkomstig uit Wales en werd in 1983 in gebruik genomen. Het werd gebouwd in 1894 door de firma P. Conacher & Co.
De kerk is geklasseerd als rijksmonument.